# Altjira
(148780) Altjira (of 2001 UQ18) is een planetoïde uit de Kuipergordel.
De baan van het object ligt buiten de baan van Pluto. Daarmee is het een cubewano.
Altjira heeft een maan, (148780) Altjira 1 waaraan het door de zwaartekracht is gebonden. In tegenstelling tot andere planetoïdemanen is het tweede hemellichaam groot in vergelijking tot het eerste. De diameter van de maan is 140 kilometers tegenover 160 kilometers voor Altjira. 
Uit de lichtkromme van Altjira kan afgeleid worden dat het een bijna bolvormig object betreft met een homogeen oppervlak.
De naam verwijst naar de god Altjira van de Arrernte die de Aarde tijdens de Droomtijd geschapen heeft en zich daarna in de hemel teruggetrokken heeft. 